# Ingo Nentwig
Ingo Martin Friedrich Karl Nentwig (* 8. April 1960 in Schwenningdorf; † 30. Januar 2016 in Rödinghausen) war ein deutscher Sinologe und Ethnologe.

## Leben

### Ausbildung und Studium
Nach dem Abitur 1979 am Freiherr-vom-Stein-Gymnasium in Bünde studierte Ingo Nentwig bis 1982 Sinologie, Ethnologie und Philosophie an der Westfälischen Wilhelms-Universität in Münster und von 1982 bis 1985 mit einem vom DAAD vermittelten Stipendium des chinesischen Bildungsministeriums Erzählforschung, chinesische Volkskunde und Mongolisch an der Liaoning-Universität in Shenyang (Volksrepublik China). Von 1985 bis 1993 studierte er Sinologie und Mandschurisch bei Erling von Mende, Ethnologie bei Georg Pfeffer und Philosophie bei Wolfgang Fritz Haug an der Freien Universität Berlin. Nach langjähriger Förderung durch die Studienstiftung des deutschen Volkes promovierte er 1994 über Schamanismus in den mündlichen Überlieferungen der ethnischen Minderheiten der Daur, Ewenken, Oroqen und Hezhen in Nordost-China.

### Tätigkeiten
In den Jahren 1991 und 1993 arbeitete er als Gastwissenschaftler der Liaoning-Universität zeitweise im VW-Forschungsprojekt „Handbuch der bäuerlichen Kultur Liaonings“ des Ostasiatischen Seminars der FU Berlin mit. Von Juni 1994 bis 2003 war er „Kustos Ostasien“ am Museum für Völkerkunde zu Leipzig, von 2004 bis zum Jahresende 2007 „Kustos Ostasien“ der Staatlichen Ethnographischen Sammlungen Sachsen. Im Jahr 2008 arbeitete er freiberuflich, unter anderem als Autor und als Lehrbeauftragter an der „China-Arbeitsstelle“ der Technischen Universität Berlin. Seit Januar 2009 war er Assistent und Lehrbeauftragter am Ethnologischen Seminar der Universität Zürich. Im Herbstsemester 2012 war er Gastdozent an der Zentralen Nationalitäten-Universität in Peking.

### Arbeitsschwerpunkte und Feldforschungen
Im Mittelpunkt der sino-ethnologischen Forschung und Lehre von Ingo Nentwig standen Oralität und Literalität, chinesische Volksliteratur, Erzählforschung und in der Religionsethnologie der Schamanismus. Hinzu kamen Forschungen zur „materiellen Kultur“ und zahlreiche völkerkundliche Ausstellungen als Teil der Museumstätigkeit 1994–2007. Seine Feldforschungen unternahm er überwiegend in der Inneren Mongolei (Hulun Buir), in den Provinzen Liaoning (Xinbin, Xiuyan, Fuxin, Beizhen, Faku), Heilongjiang (Jiamusi, Qiqihar) und Shandong (Linqu). Dazu kamen später Forschungen in Tibet (Nagqu, Maizhokunggar) und bei Reisbauern der Zhuang in Linlu (Autonomes Gebiet Guangxi) hinzu. Zu der Buchreihe Die Märchen der Weltliteratur trug er den Band Märchen der Völker Nordost-Chinas bei.

### Sonstiges
Nentwig, der sich politisch als undogmatischer Kommunist verstand und in seiner Jugend Mitglied des Kommunistischen Bundes war, war Gründungsmitglied des wissenschaftlichen Beirats der Bildungsgemeinschaft SALZ e. V. und von 2009 bis 2012 Aktuar des Ethnologischen Vereins Zürich. Er verstarb im Januar 2016 und hinterließ seine Frau und einen Sohn.

## Schriften (Auswahl)
- (Co-Autor): Sammlung und Erforschung der Volksliteratur und des Volkstums des Nordostens der Volksrepublik China. In: Central Asiatic Journal. Volume 30, No. 3–4. Otto Harrassowitz, Wiesbaden 1986.
- Das dritte Korea. Eindrücke vom Leben der koreanischen Minderheit in der Volksrepublik China. In: Rainer Werning (Hrsg.), Nordkorea – Annäherungen an einen Außenseiter. Frankfurt/M. 1988. S. 111–121.
- Bericht von einer Exkursion zur Ewenkischen Gemeinde Aoluguya im Linken Ergun-Banner der Inneren Mongolei (VR China) . In: Jahrbuch des Museums für Völkerkunde zu Leipzig, Bd. XXXVIII. Berlin (DDR) 1989. S. 101–127.
- Jagd und Wanderviehwirtschaft in der Taiga Chinas: Zur Situation der Rentier-Ewenken im Großen Hinggan-Gebirge. In: Fred Scholz (Hrsg.), Nomaden, Mobile Tierhaltung. Zur gegenwärtigen Lage von Nomaden und zu den Problemen und Chancen mobiler Tierhaltung. Berlin 1991. S. 165–187.
- Imakan und Morsukun. Heldenepen der Hezhen und Oroqen Chinas. In: Barbara Kellner-Heinkele (Ed.), Altaica Berolinensia. The Concept of Sovereignty in the Altaic World. Asiatische Forschungen Bd. 126. Wiesbaden 1993. S. 157–176.
- Umnataan – eine schamanische Festzeremonie bei den Birar-Oroqen in der VR China. In: Jahrbuch des Museums für Völkerkunde zu Leipzig, Bd. XL. Münster, Hamburg 1994. S. 89–121.
- Märchen der Völker Nordost-Chinas. München: Eugen Diederichs Verlag 1994. ISBN 3-424-01099-5.
- Schamanen zwischen Zeremonie und Erzählung: Materialien zu Glaubensvorstellungen in den mündlichen Überlieferungen der Daur, Ewenken, Oroqen und Hezhen unter besonderer Berücksichtigung der chinesischen Forschung. Berlin [1994], DNB 949570982 OCLC 75894432 (Dissertationsschrift FU Berlin 1996, 376, 450 Seiten, 9 Mikrofiches, 24x.).
- Drei-Welten-Theorie. In: Wolfgang Fritz Haug (Hrsg.), Historisch-kritisches Wörterbuch des Marxismus, Band 2. Hamburg 1995. S. 830–834.
- Die Ureinwohner Taiwans. Leipzig: Museum für Völkerkunde 1997. ISBN 3-910031-21-8.
- Drei Gesänge aus Schamanenzeremonien der Daur in Hailar, VR China. In: Jahrbuch des Museums für Völkerkunde zu Leipzig, Bd. XLI. Münster, Hamburg 1997. S. 113–164.
- Die Provinz Shandong im 19. Jahrhundert. In: Hans-Martin Hinz u. Christoph Lind (Hrsg.), Tsingtau. Ein Kapitel deutscher Kolonialgeschichte in China 1897–1914. Berlin: Deutsches Historisches Museum 1998. S. 61–65.
- Die Darstellung von Kolonialgeschichte in Völkerkundemuseen am Beispiel des Museums für Völkerkunde zu Leipzig. In: Hermann J. Hiery u. Hans-Martin Hinz (Hrsg.), Alltagsleben und Kulturaustausch: Deutsche und Chinesen in Tsingtau 1897–1914. Berlin, Bayreuth, Wolfratshausen 1999. S. 234–241.
- Der goldene Hahn und der Hundertfüßer. Sagen aus Nanjing. Leipzig: Stadt Leipzig 2001.
- Die Wiederkehr des Seuchengotts. Geister und Dämonen als Heiler und Trostspender. In: das neue China Nr. 2. Berlin 2003. S. 24–26.
- The Final Sunset. Reminiscences About the Reindeer Herders of China. In: Cultural Survival Quarterly, Vol. 27.1. Cambridge, MA 2003. S. 36–38.
- Die Provinz Yunnan, ihre Völker und das Yunnan-Album unseres Museums. In: Das Yunnan-Album Diansheng Yixi Yinan Yiren Tushuo. Illustrierte Beschreibung der Yi-Stämme im Westen und Süden der Provinz Dian. Leipzig: Museum für Völkerkunde zu Leipzig 2003. S. 10–20. ISBN 3-910031-30-7.
- Rauch und Schall – schamanische Gesänge aus den Räucherwerk-Opferzeremonien von Bannerleuten der Han-Armeen am Beispiel der Verabschiedung von Geistern und Totenseelen. In: Anett C. Oelschlägel, Ingo Nentwig, Jakob Taube (Hrsg.): „Roter Altai, gib dein Echo!“ Festschrift für Erika Taube zum 65. Geburtstag. Leipzig: Leipziger Universitäts-Verlag 2005. S. 339–376. ISBN 3-86583-062-5.
- Zur öffentlichen Aussagefähigkeit wissenschaftlichen Bemühens – aktuelle Überlegungen zur Konzeption der Dauerausstellung Ostasien im Museum für Völkerkunde zu Leipzig 2005. In: Mitteilungen und Berichte aus dem Institut für Museumskunde. Nr. 30. Berlin: Staatliche Museen zu Berlin 2005. S. 13–24.
- Himmel – Erde – Mensch. Koreanische Kalligraphie von Jung Do-Jun. Leipzig: Museum für Völkerkunde zu Leipzig 2006. ISBN 3-910031-36-6.
- Nationalitäten und Nationalitätenpolitik in der VR China (PDF; 51 kB). In: Marxistische Blätter, Nr. 4. Essen 2008. S. 69–76.
- Der Einbruch der Philologie in die Völkerkunde. Zur Geschichte der Asien-Ethnologie in Leipzig. In: S. Lentz u. B. Streck (Hrsg.), Auf der Suche nach Vielfalt. Ethnographie und Geographie in Leipzig. Leipzig 2009. S. 79–94.
- Hermann Freiherr Speck von Sternburgs Manuskript zur Landesverteidigung Chinas. In: Jahrbuch der Staatlichen Ethnographischen Sammlungen Sachsen, Bd. XLV. Berlin 2010. S. 175–253.
- Die Mao-Bibel – das kleine Rote Buch der Zitate. In: Helmut Opletal (Hrsg.), Die Kultur der Kulturrevolution. Personenkult und politisches Design im China von Mao Zedong. Gent/Wien 2011. S. 177–181.
- Run auf die Eilande / Kernfrage Rohstoffe. Streit um die Inseln im Südchinesischen Meer. Teil 1 und Teil 2. In: junge Welt, Berlin: Juli 2013.